# 武家

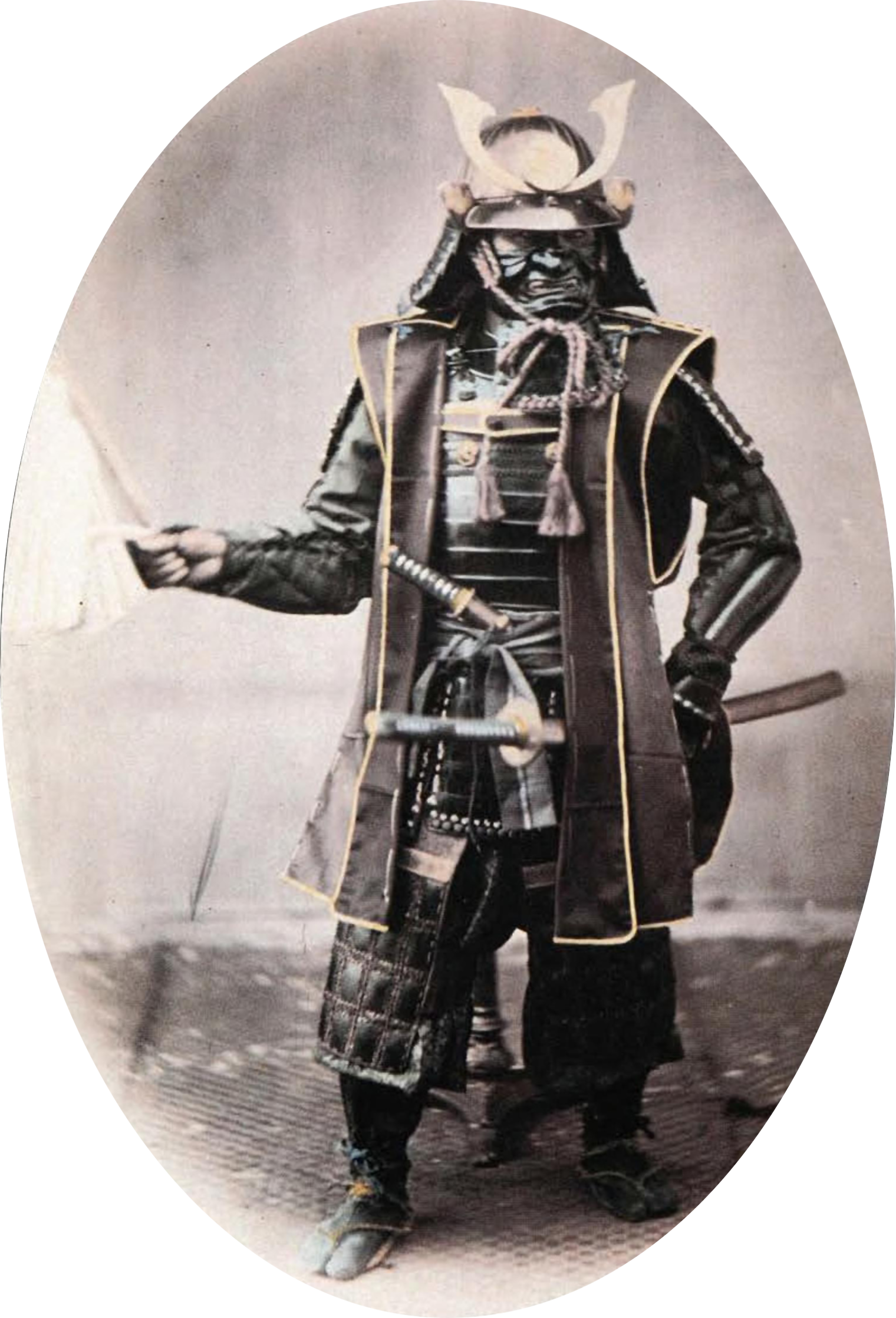
1860年代武士

武家是對日本歷史上掌握軍事權力的家族或族系的通稱，一般用來指幕府將軍家族，而後除了幕府與御家人之外，也用來作為武士階層的通稱。

## 簡介
平安時代中期，貴族社会使特定的官職世襲化，形成了「繼承家業」的發展，以武藝為才能的武士家族們，逐漸成為世族，先有平氏政權，後有源氏成立之鎌倉幕府，為監視天皇，遂在京都設立六波羅探題，而當時「武家」這詞只是對探題的稱呼。
室町時代、日本戰國時代武家則通常是指將軍家族（足利氏），或者是極有權力的武士家族（如上杉家、今川家、後北條家、武田家、織田家、豐臣家）。
江戶時代大多是指幕府、將軍家。民眾偶爾將高級武士家族稱作武家。江戶時代的藩國大名以下武家的官職是員外官員，相同的官職名是與原本的公家官職並無關係。很多例子是未獲得朝廷許可擅自改名。
武家偶爾泛指高級的武士士族，如大名及幕府的員外官（律令定員以外），「從五位下」以上的旗本，其住宅稱武家屋敷，中級武士只能稱為「侍屋敷」，下級武士只能稱為「侍長屋」。